# Жвания, Хута Вадалевич
Хута Вадалевич Жвания (1926 года, пос. Кохора, ССР Абхазия) — рабочий Кохорского совхоза Министерства сельского хозяйства, Гальский район, Абхазская ССР, Грузинская ССР. Герой Социалистического Труда (1949).

## Биография
Родился в 1926 году в крестьянской семье в посёлке Кохора (ныне — в составе села Первый Гал).
По окончании местной школы трудился в цитрусовом саду Кохорского совхоза Гальского района, директором которого был Александр Малакиевич Габуния.
В 1948 году собрал в среднем с каждого дерева по 1210 мандаринов с 440 плодоносящих деревьев. Указом Президиума Верховного Совета СССР от 5 июля 1949 года удостоен звания Героя Социалистического Труда за «получение высоких урожаев сортового зелёного чайного листа и цитрусовых плодов в 1948 году» с вручением ордена Ленина и золотой медали «Серп и Молот» (№ 4026).
Этим же Указом званием Героя Социалистического Труда были награждены директор совхоза Александр Малакиевич Габуния, труженики Кохорского совхоза Дарья Дмитриевна Кушнеренко и Надежда Никитовна Гончарова.
Трудился в Кохорском совхозе (в последующем — совхоз имени Т. К. Кварацхелия) до выхода на пенсию. Проживал в посёлке Кохора Гальского района.